# Ulaan nuur
Ulaan nuur (mong. Улаан нуур) – wyschnięte, słone jezioro bezodpływowe w południowej Mongolii, w ajmaku południowogobijskim, na północ od Ałtaju Gobijskiego.
Jezioro o powierzchni 175 km² leży na wysokości 1008 m n.p.m. Dawniej zasilane wodami rzeki On'g gol (On'gijn gol).